# Göran Anundsson
Göran Anundsson, död 1624 i Norrköping, var en svensk borgmästare.

## Biografi
Göran Anundsson föddes var son till borgmästaren Anund Thoresson i Norrköping. Han blev 1617 rådman i Norrköpings rådhusrätt och 1618 borgmästare vid nämnda rådhusrätt. Göran Anundsson avled 1624 i Norrköping.
Göran Anundsson var gift med Helena Nilsdotter. Hon var dotter till kyrkoherden Nicolaus Thoreri och Anna Olofsdotter i Risinge församling. De fick tillsammans barnen kronoavradsinspektorn Anund Bergengren (1599–1651) vid Stora Kopparberg och kamreraren Johan Göransson (född omkring 1600) i Stockholm.